# الرجل الثالث (فلم مصري)
الرجل الثالث فيلم للمخرج المصري علي بدرخان من إنتاج عام 1995. تدور أحداث الفيلم عن كمال حسين طيار مقاتل شارك في حرب أكتوبر 1973 لكنه فصل من الخدمة في القوات المسلحة بسبب خطا غير مقصود ادى إلى مصرع زميل له اثناء المعركة ويلتحق كمال بالعمل على طائرة هليكوبتر في إحدى شركات البترول وتسوء علاقته بزوجته التي تتهمه بالجبن والهروب من المعركة حتي ينتهى الامر بطلاقها واحتفاظ طليقته بابنها الوحيد في أحد النوادى الليلية يلتقى كمال بسهام الحسناء الشابة عشيقة المليونير رستم الشرقاوى رجل الأعمال ورئيس عصابة المخدرات في البساطن والتي تتطلع للزواج منه والخلاص من براثن رستم يستغل رستم حاجة كمال الملحة للمال فيسلط عليه سهام للإيقاع به حتى يقبل العمل معه لنقل صفقة المخدرات الجديدة والتي ينتظر وصولها عللى متن إحدى السفن لتجنب مخاطر سلاح الحدود وتفتيش إدارة الجمارك بواسطة طائرة الهليكوبتر التي يعمل عليها مقابل مبلغ كبير ينمو الحب بين كمال وسهام في الوقت التي تسوء فيه علاقة كمال بابنه الصغير أسامة الذي يتهمه بالجبن مرددا كلمات والدته يقوم كمال بابلاغ الشرطة عن نشاط عصابة رستم ويشاركها القبض على افرادها لتنشر الصحف صورته مزيلة بلقب البطل ليسترد كرامته وليرد اعتبار ابنه امام زملائه في المدرسة ويتزوج كمال من سهام.

## الممثلون
| - أحمد زكي: كمال - ليلى علوي: سهام - محمود حميدة: رستم - فتوح أحمد: لمعي - محمد الصاوي: طارق - ميمى سالم: عبير | - مها عز الدين: نور - عصام عبده: مساعد وزير الداخلية - أحمد سامي عبد الله: عم كمال - محمد وطني - سيف النصر جلال - منى السكري | - مديحة قاسم - رجب محمد جاد - محمود سعد: المقدم عادل - محمد أحمد السبكي: الطفل أسامة - محمد عبد السلام - علي رجب: ضابط |

## وصلات خارجية
- مقالات تستعمل روابط فنية بلا صلة مع ويكي بيانات